# Paseo Juárez "El Llano"
El Paseo Juárez "El Llano" es un parque público del Centro Histórico de la ciudad de Oaxaca, uno de los más antiguos de dicha urbe.

## Ubicación
Se ubica entre las calles de Licenciado Primo Verdad (norte), Pino Suárez (oriente), Doctor Liceaga (sur) y avenida Benito Juárez (poniente), al norte del centro histórico.

## Historia

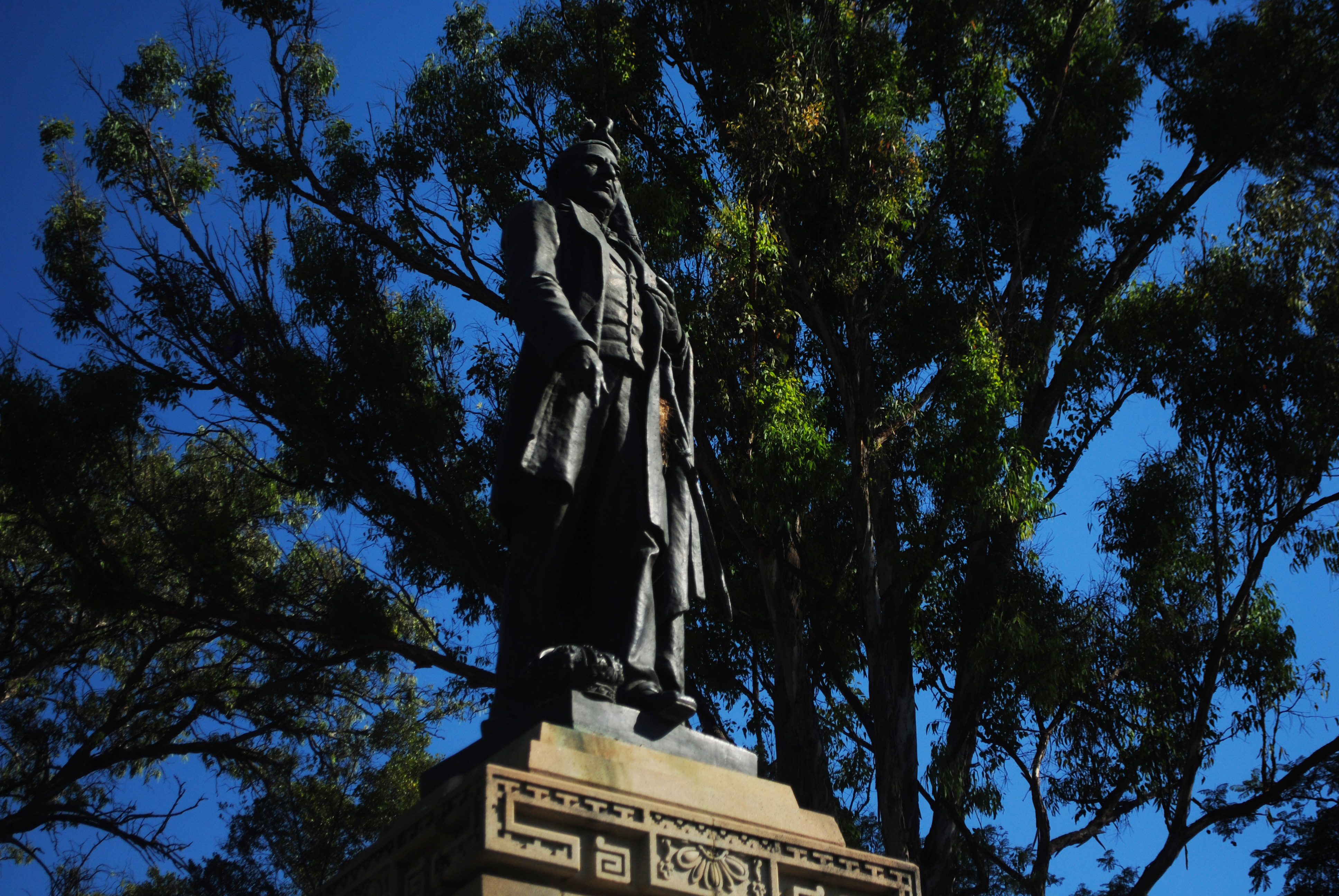
Escultura de Juárez en el monumento central del paseo, mostrando la bandera mexicana en una mano y a sus pies una corona imperial, que representa la derrota del Segundo Imperio Mexicano.

El espacio ya era llamado a finales del siglo XVIII como Llano de Guadalupe al ser contiguo de un templo dedicado a esa advocación mariana que formaba parte del convento de los religiosos de la Orden de los betlemitas. En este mismo sitio fue edificado frente al llano hacia 1694 una temprana edificación, la del Hospital de Nuestra Señora de Guadalupe, propiedad también de los religiosos, que fungió dicha labor hasta su clausura en 1820. Dicha edificación fue hecha por acción del benefactor Manuel Fernández Fiallo, y fue concluida hacia 1686, bajo la dirección de Alonso Cuevas Dávalos, prelado oaxaqueño. En el siglo XVIII, debido a los altos costos que generaba su actividad médica, el hospital cayó en decadencia. Durante la guerra de independencia el hospital fue clausurado, y en 1848 Benito Juárez decidió su institución como hospital militar.
La zona del llano pudo tener obras que desviaran algunos cauces del cercano río Xalatlaco. 
A principios del siglo XIX ya era utilizado como una zona de paseo recreativa y aparece citada en la traza de la ciudad hecha por Manuel Gijón como La Alameda. En dicha traza aparece con un trazado rectangular cruzado por un total de ocho intersecciones con una plazoleta central ocupada por una fuente. En 1812 José María Morelos, que se encontraba en la ciudad luego de su toma por el Ejército Insurgente, ordenó obras con el fin de que la alameda pudiera servir de sitio de entrenamiento para sus tropas y mandó edificar una fuente de cantera.
En 1843 y 1858 tuvo cambios en su traza y durante los conflictos de la Guerra de Reforma sufrió abandono y deterioro ante la situación bélica. El gobierno de José María Cobos propuso ampliarlo hasta una superficie de 15 mil metros, con amplias zonas jardinadas y con flores, pero el proyecto no se llevó a cabo. En 1870 fue ampliado hacia el sur y en 1878 fue concluida una nueva área hacia el norte. En 1882 fue cambiado su nombre a Alameda de Guadalupe y en 1886 a Alameda de Netzahualcóyotl, siendo plantados más fresnos y dispuestos diferentes setos para su decoración. Posteriormente es cambiada su retícula hacia una combinada entre rectangular al poniente y al oriente de "plato roto". 
En 1894 fue retirada la fuente de cantera que donó Morelos y en su lugar es edificado un nuevo monumento a Juárez, de estilo neoaztequista, el cual cuenta con una peana inspirada en la arquitectura mesoamericana, y cuenta con decoración que evoca los relieves de Mitla, así como elementos decorativos estilizados como puntas de flecha y el glifo náhuatl de movimiento ollin La escultura de Juárez muestra a este personaje sosteniendo una bandera mexicana con la mano izquierda, y en sus pies, una corona imperial en referencia a la derrota del Segundo Imperio Mexicano. 

### Polémica por remodelación de 2009
La remodelación del paseo fue criticada por la remodelación no apegada al estilo original del parque y por posible derribo de árboles considerados históricos, entre ellos, algunos que la tradición indica fueron sembrados por los generales Morelos, Guadalupe Victoria y Antonio de León.